# Henk van Hoorn
Henk van Hoorn (Zuilen, 30 juli 1944) is een voormalig Nederlands tv- en radio-journalist en presentator.

## Levensloop
De vader van Henk van Hoorn (Willem C. van Hoorn) was architect bij de gemeente Zuilen. Nadat Zuilen in 1954 voor een deel aan Utrecht was toegevoegd, werd zijn vader daar gemeentearchitect.
De radiocarrière van Henk zelf begon toen hij op 15-jarige leeftijd lid werd van Minjon, de jeugdomroep van de AVRO. In zijn vrije tijd – hij deed HBS-B in Utrecht en studeerde daarna een paar jaar Politieke en Sociale Wetenschappen aan de Universiteit van Amsterdam – maakte hij bij afdeling Utrecht reportages, monteerde programma's op oude bandrecorders en speelde rollen in hoorspelen. Na een paar jaar werd hij consul van de afdeling. Hij presenteerde bij toerbeurt het programma Op de Jonge Golf. In 1963 won hij met een klankbeeld over een Utrechtse kermis de wisselmicrofoon voor het beste programma van het jaar. Afdeling Utrecht kreeg daarna deze prijs nog vijf keer.
In 1964 werd Van Hoorn verslaggever bij AVRO's Radiojournaal. Een jaar later ging hij naast het verslaggeverswerk, samen met zijn collega's Joop van Zijl, Eef Brouwers, Klaas Jan Hindriks en Cees van Drongelen, ook de eindredactie en de presentatie van het Radiojournaal doen.
In 1971 stapte Van Hoorn over naar de televisie. Met Ton Planken en later ook Fred Verbakel maakt hij voor de NOS drie keer per week Den Haag Vandaag. Ook werkte hij mee aan het wekelijkse politieke televisieprogramma Ter Visie.
In 1979 hield de hele redactie het voor gezien. Van Hoorn werd parlementair redacteur, presentator en eindredacteur bij de VARA, voor radio en televisie. Hij werkte onder meer mee aan de actualiteitenrubriek Achter het Nieuws en aan het wekelijkse politieke radioprogramma In de Rooie Haan. Bovendien was hij presentator en later ook eindredacteur bij een politiek televisieprogramma dat in de plaats kwam van het in geruzie gesmoorde Haagse Kringen. In vier jaar tijd veranderde dit programma drie keer van locatie en titel: Wat voor weer zou het zijn in Den Haag, De BV Nederland en Haagse Bluf.
Na een heftig conflict over de eindredactie bij Achter het Nieuws vertrok Van Hoorn in 1984 bij de VARA. In Rotterdam hielp hij Nico Haasbroek bij de start van Radio Rijnmond en hij presenteerde de middaguitzendingen.
Na een jaar verhuisde hij, op uitnodiging van diens broer Jan Haasbroek, naar de VPRO. Daar was hij onder meer eindredacteur van het omvangrijke en vaak verrassende programma Het Gebouw, dat elke vrijdag op Radio 1 en 5 werd uitgezonden.
In 1990 kwam Van Hoorn weer in dienst bij de NOS. Hij werd hoofd Actuele Programma's bij de NOS-radio en vanaf 1995, na de splitsing van de NOS, ook hoofdredacteur van het NOS-radionieuws en Met het Oog op Morgen. Bovendien presenteerde hij bij toerbeurt het wekelijkse discussieprogramma Het Capitool, dat later Buitenhof werd.
In 1999 werd Van Hoorn benoemd tot hoofdredacteur van de NOS-radio. Hij was een strijder voor meer samenwerking tussen de omroepen die op Radio 1 uitzenden. Binnen de NOS zette hij zich onder meer in voor een modernisering van het radionieuws en voor een grotere samenwerking tussen radio en televisie.
In 2004 ging hij met vervroegd pensioen. Voor zijn hele oeuvre kreeg hij de Ere Zilveren Reissmicrofoon.
Henk van Hoorn was 24 jaar lang vaste presentator bij Met het Oog op Morgen, een programma dat hij op 22 juni 1986 voor de eerste keer presenteerde en op 30 juni 2010 voor het laatst. Op 26 juni 2010 werd hij bij zijn afscheidsfeest geridderd in de Orde van Oranje-Nassau.
Van Hoorn is de vader van verslaggever Sander van Hoorn.

## Trivia
- Henk van Hoorn weigert een stropdas te dragen.[1]